# Molgula appendiculata
Molgula appendiculata är en sjöpungsart som beskrevs av Heller 1877. Molgula appendiculata ingår i släktet Molgula och familjen kulsjöpungar. Inga underarter finns listade i Catalogue of Life.